# Saint-Didier-en-Bresse
Pour les articles homonymes, voir Saint-Didier, Saint Didier (homonymie) et Bresse (homonymie).
Saint-Didier-en-Bresse est une commune française située dans le département de Saône-et-Loire, en région Bourgogne-Franche-Comté.

## Géographie

### Localisation
Saint-Didier-en-Bresse est un village rural de la Bresse bourguignonne situé à 20 km à vol d'oiseau au nord-est de Chalon-sur-Saône, 27 km au sud-est de Beaune, 17 km au sud de Seurre et 27 km au nord de Louhans.
Il se trouve dans l'aire d'attraction de Chalon-sur-Saône, ainsi que dans la zone d'emploi et dans le bassin de vie de cette ville.

### Communes limitrophes
Les communes limitrophes sont  La Racineuse, Saint-Bonnet-en-Bresse, Saint-Martin-en-Bresse, Serrigny-en-Bresse, Toutenant et Verdun-Ciel.

### Géologie et relief
La superficie de la commune est de 11,29 km2 ; son altitude varie de 177  à   193 mètres.

### Hydrographie

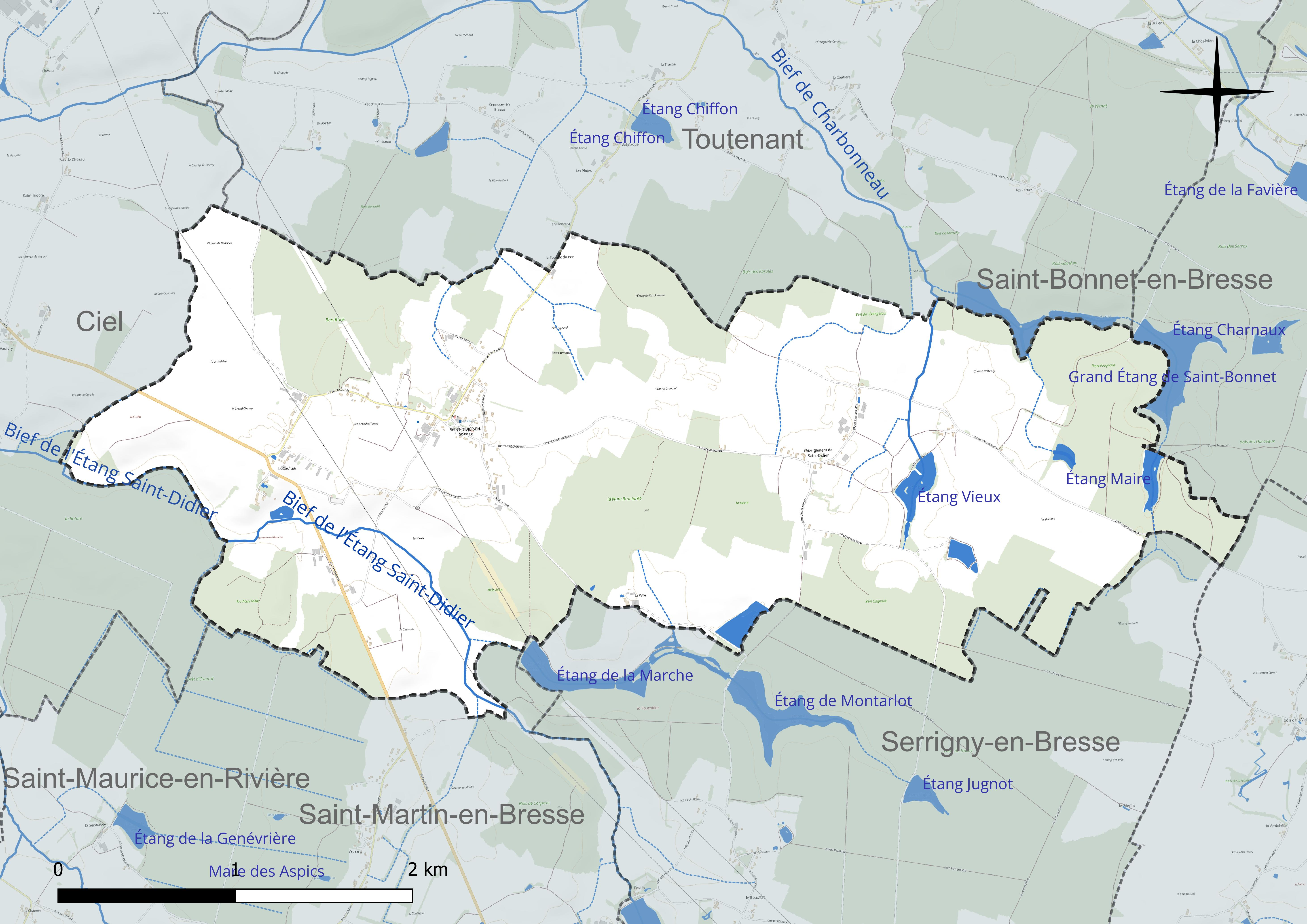
Carte hydrographique de la commune.

Plusieurs étangs sont aménagés sur le territoire communal.

### Climat
Pour des articles plus généraux, voir Climat de la Bourgogne-Franche-Comté et Climat de Saône-et-Loire.
En 2010, le climat de la commune est de type climat océanique dégradé des plaines du Centre et du Nord, selon une étude du Centre national de la recherche scientifique s'appuyant sur une série de données couvrant la période 1971-2000. En 2020, Météo-France publie une typologie des climats de la France métropolitaine dans laquelle la commune est exposée à un climat semi-continental et est dans la région climatique Bourgogne, vallée de la Saône, caractérisée par un bon ensoleillement (1 900 h/an), un été chaud (18,5 °C), un air sec au printemps et en été et des vents faibles.
Pour la période 1971-2000, la température annuelle moyenne est de 11 °C, avec une amplitude thermique annuelle de 17,9 °C. Le cumul annuel moyen de précipitations est de 865 mm, avec 11,3 jours de précipitations en janvier et 7,5 jours en juillet. Pour la période 1991-2020, la température moyenne annuelle observée sur la station météorologique de Météo-France la plus proche, « Bragny sur Saône », sur la commune de Bragny-sur-Saône à 8 km à vol d'oiseau, est de 12,3 °C et le cumul annuel moyen de précipitations est de 845,9 mm. 
La température maximale relevée sur cette station est de 40,3 °C, atteinte le 24 juillet 2019 ; la température minimale est de −12,9 °C, atteinte le 5 février 2012,,.
Les paramètres climatiques de la commune ont été estimés pour le milieu du siècle (2041-2070) selon différents scénarios d'émission de gaz à effet de serre à partir des nouvelles projections climatiques de référence DRIAS-2020. Ils sont consultables sur un site dédié publié par Météo-France en novembre 2022.

## Urbanisme

### Typologie
Au 1er janvier 2024, Saint-Didier-en-Bresse est catégorisée commune rurale à habitat très dispersé, selon la nouvelle grille communale de densité à sept niveaux définie par l'Insee en 2022.
Elle est située hors unité urbaine. Par ailleurs la commune fait partie de l'aire d'attraction de Chalon-sur-Saône, dont elle est une commune de la couronne,. Cette aire, qui regroupe 109 communes, est catégorisée dans les aires de 50 000 à moins de 200 000 habitants,.

### Occupation des sols

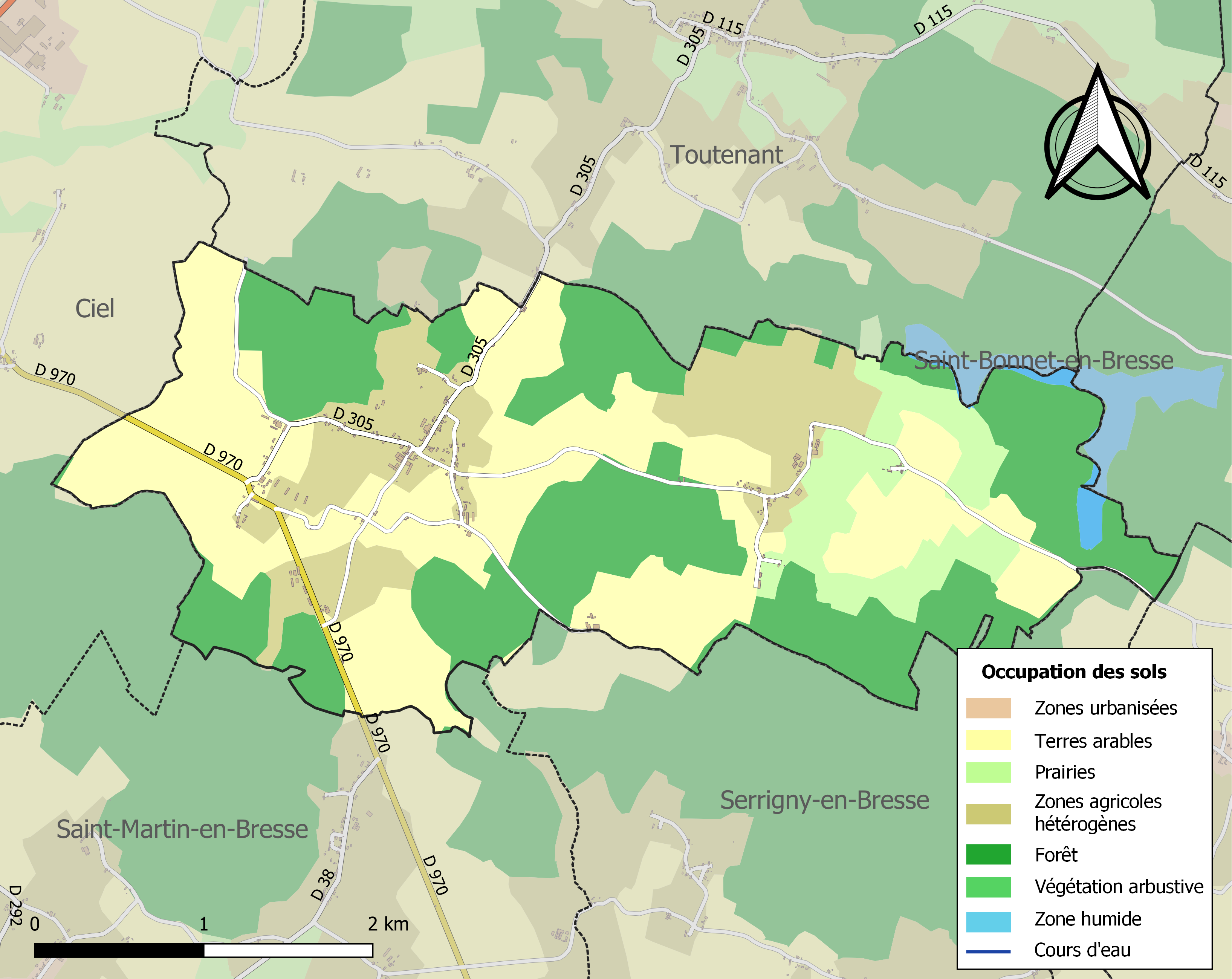
Carte des infrastructures et de l'occupation des sols de la commune en 2018 (CLC).

L'occupation des sols de la commune, telle qu'elle ressort de la base de données européenne d’occupation biophysique des sols Corine Land Cover (CLC), est marquée par l'importance des territoires agricoles (63,1 % en 2018), une proportion sensiblement équivalente à celle de 1990 (62,9 %). La répartition détaillée en 2018 est la suivante : terres arables (38,4 %), forêts (36,2 %), zones agricoles hétérogènes (16,7 %), prairies (8 %), eaux continentales (0,7 %). L'évolution de l’occupation des sols de la commune et de ses infrastructures peut être observée sur les différentes représentations cartographiques du territoire : la carte de Cassini (XVIIIe siècle), la carte d'état-major (1820-1866) et les cartes ou photos aériennes de l'IGN pour la période actuelle (1950 à aujourd'hui).

### Lieux-dits, hameaux et écarts
La commune compte deux hameaux : La Couhée, à l'ouest, aux exploitations relativement groupées selon un axe approximatif nord-sud, et le hameau de Labergement-Saint-Didier, isolé à l'est de la commune et entouré par la forêt.

### Habitat et logement
En 2021, le nombre total de logements dans la commune était de 99, alors qu'il était de 88 en 2016 et de 85 en 2011.
Parmi ces logements, 80,8 % étaient des résidences principales, 8,5 % des résidences secondaires et 10,7 % des logements vacants. Ces logements étaient pour 95,8 % d'entre eux des maisons individuelles et pour 3,1 % des appartements.
Le tableau ci-dessous présente la typologie des logements à Saint-Didier-en-Bresse en 2021 en comparaison avec celle de Saône-et-Loire et de la France entière. Une caractéristique marquante du parc de logements est ainsi une proportion de résidences secondaires et logements occasionnels (8,5 %) supérieure à celle du département (7,4 %) mais inférieure à celle de la France entière (9,7 %).
| Typologie                                               | Saint-Didier-en-Bresse | Saône-et-Loire | France entière |
| ------------------------------------------------------- | ---------------------- | -------------- | -------------- |
| Résidences principales (en %)                           | 80,8                   | 82,4           | 82,2           |
| Résidences secondaires et logements occasionnels (en %) | 8,5                    | 7,4            | 9,7            |
| Logements vacants (en %)                                | 10,7                   | 10,2           | 8,1            |

### Voies de communication et transports
La commune est desservie par l'ancienne route nationale 470 (actuelle RD970), l'un des axes routiers majeurs du département.

## Histoire

### Moyen Âge
Saint-Didier-en-Bresse est au XIe siècle une possession des seigneurs de Verdun-sur-le-Doubs
Appartenant à l'ancien diocèse de Chalon et l'archiprêté d'Allériot, l'église de Saint-Didier est  donnée à l'Ordre de Cluny par l'archevêque de Lyon  Hugues de Die. Toutefois, Selon Courtépée, elle aurait dépendu dès 1130 du chapitre de la cathédrale de Chalon.

## Politique et administration

### Rattachements administratifs et électoraux

#### Rattachements administratifs
La commune se trouve  dans l'arrondissement de Chalon-sur-Saône du département de la Saône-et-Loire
Elle faisait partie depuis 1801 du canton de Saint-Martin-en-Bresse. Dans le cadre du redécoupage cantonal de 2014 en France, cette circonscription administrative territoriale a disparu, et le canton n'est plus qu'une circonscription électorale.

#### Rattachements électoraux
Pour les élections départementales, la commune fait partie depuis 2014 du canton de Gergy
Pour l'élection des députés, elle fait partie de la quatrième circonscription de Saône-et-Loire.

### Intercommunalité
Saint-Didier-en-Bresse était membre de la petite communauté de communes Saône et Bresse, un établissement public de coopération intercommunale (EPCI) à fiscalité propre créé en 2003 et auquel la commune avait transféré un certain nombre de ses compétences, dans les conditions déterminées par le code général des collectivités territoriales.
Conformément aux prescriptions de la loi de réforme des collectivités territoriales du 16 décembre 2010, qui a prévu le renforcement et la simplification des intercommunalités et la constitution de structures intercommunales de grande taille, celle-ci a fusionné avec sa voisine pour former, le 1er janvier 2014, la communauté de communes Saône Doubs Bresse, dont est désormais membre la commune

### Liste des maires
| Période                                  | Période                     | Identité         | Étiquette | Qualité                             |
| ---------------------------------------- | --------------------------- | ---------------- | --------- | ----------------------------------- |
| Les données manquantes sont à compléter. |                             |                  |           |                                     |
|                                          |                             |                  |           |                                     |
|                                          | mars 1983                   | Eugène Michaudet |           |                                     |
| mars 1983                                | mars 2008                   | Michel Philippe  |           |                                     |
| mars 2008                                | mars 2023                   | Hubert Bonnefoy, | UMP → LR  | Agriculteur retraité Démissionnaire |
| mars 2023                                | En cours (au 11 avril 2024) | Ève Michelin     |           | Profession libérale                 |

## Population et société
Les habitants sont les Saint-Désidériennes et les Saint-Désidériens.

## Démographie
L'évolution du nombre d'habitants est connue à travers les recensements de la population effectués dans la commune depuis 1793. Pour les communes de moins de 10 000 habitants, une enquête de recensement portant sur toute la population est réalisée tous les cinq ans, les populations de référence des années intermédiaires étant quant à elles estimées par interpolation ou extrapolation. Pour la commune, le premier recensement exhaustif entrant dans le cadre du nouveau dispositif a été réalisé en 2006.

En 2022, la commune comptait 183 habitants, en évolution de −0,54 % par rapport à 2016 (Saône-et-Loire : −1,06 %, France hors Mayotte : +2,11 %).
| 1793 | 1800 | 1806 | 1821 | 1831 | 1836 | 1841 | 1846 | 1851 |
| ---- | ---- | ---- | ---- | ---- | ---- | ---- | ---- | ---- |
| 415  | 268  | 346  | 391  | 384  | 435  | 460  | 470  | 500  |

| 1856 | 1861 | 1866 | 1872 | 1876 | 1881 | 1886 | 1891 | 1896 |
| ---- | ---- | ---- | ---- | ---- | ---- | ---- | ---- | ---- |
| 502  | 401  | 482  | 471  | 475  | 484  | 461  | 416  | 420  |

| 1901 | 1906 | 1911 | 1921 | 1926 | 1931 | 1936 | 1946 | 1954 |
| ---- | ---- | ---- | ---- | ---- | ---- | ---- | ---- | ---- |
| 420  | 398  | 380  | 306  | 277  | 242  | 221  | 235  | 206  |

| 1962 | 1968 | 1975 | 1982 | 1990 | 1999 | 2006 | 2011 | 2016 |
| ---- | ---- | ---- | ---- | ---- | ---- | ---- | ---- | ---- |
| 174  | 153  | 129  | 160  | 158  | 154  | 162  | 158  | 184  |

| 2021 | 2022 | - | - | - | - | - | - | - |
| ---- | ---- | - | - | - | - | - | - | - |
| 188  | 183  | - | - | - | - | - | - | - |

## Économie
L'activité économique de la commune est essentiellement agricole, et 60 % de sa superficie est consacrée aux cultures et à l'élevage. En 2021, la commune compte cinq exploitations agricoles.

## Culture locale et patrimoine

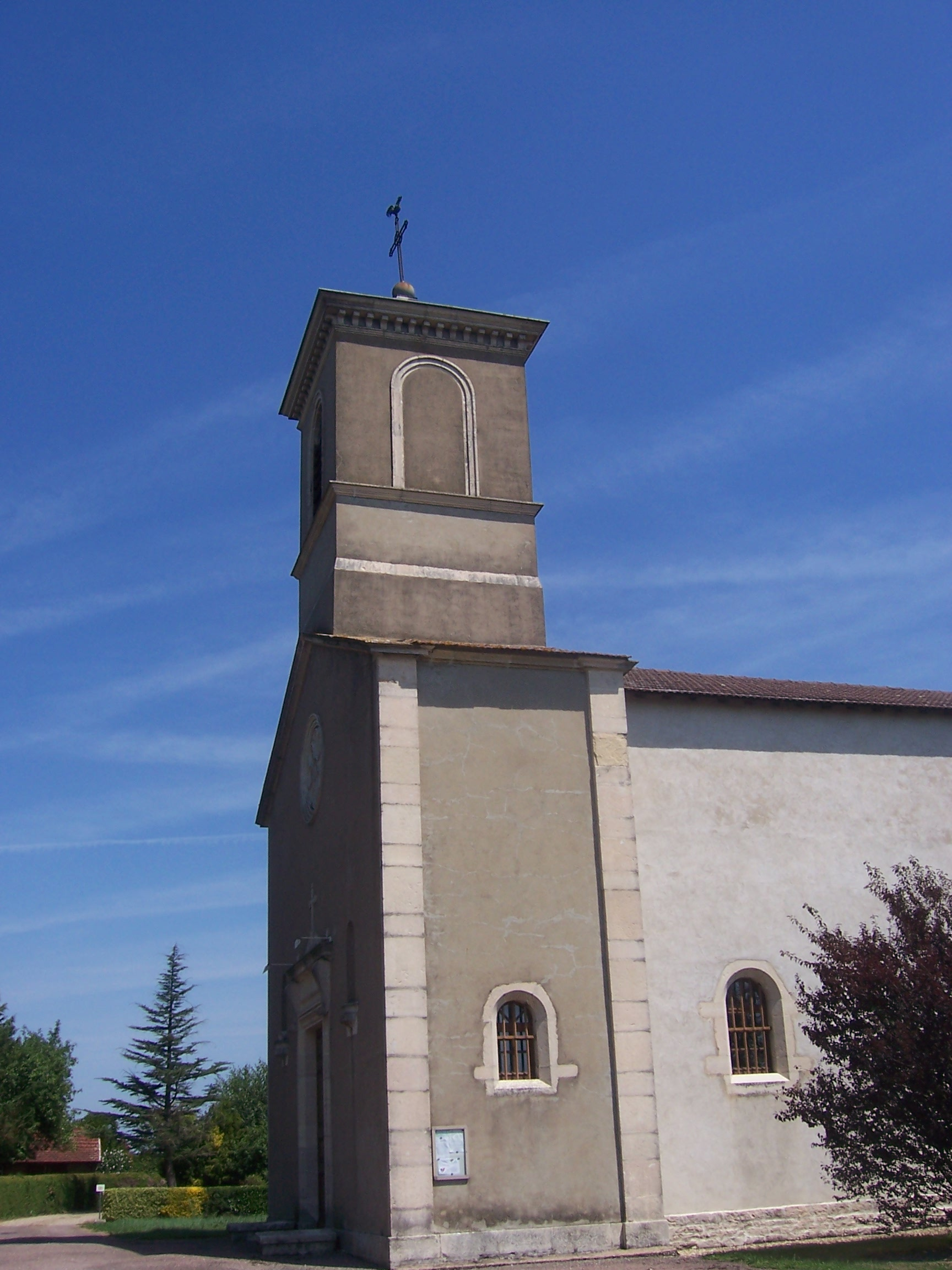
L'église.

### Lieux et monuments
La place centrale du village est entourée de la mairie-école du XIXe siècle, de l'église Saint-Didier, construite sur les plans de l'architecte chalonnais Zolla en 1843,, d'un pigeonnier restauré en 2017 et utilisé comme bibliothèque participative, ainsi que par un gite communal aménagé dans l'ancienne Ferme du bourg,.
On trouve dans la commune d'anciennes fermes bressanes, dont deux sont anétrieures au XIXe siècle,,,,,.
Un sentier de petite randonnée est aménagé autour du village.

## Pour approfondir